# Associazione Sportiva Bari 1961-1962
Questa pagina raccoglie le informazioni riguardanti l'Associazione Sportiva Bari nelle competizioni ufficiali della stagione 1961-1962.

## Stagione
Nella stagione 1961-1962 il Bari disputò il decimo campionato di Serie B della sua storia.

## Divise
| 1ª divisa |

## Organigramma societario
Area direttiva
- Commissari Straordinari: Vincenzo La Gioia, poi Angelo De Palo e Angelo Marino

Area tecnica
- Allenatore: Federico Allasio, poi Onofrio Fusco[2]

## Rosa
| N. |                   | Ruolo | Calciatore           |
| -- | ----------------- | ----- | -------------------- |
|    | Italia (bandiera) | P     | Claudio Bandoni      |
|    | Italia (bandiera) | P     | Italo Ghizzardi      |
|    | Italia (bandiera) | P     | Enzo Magnanini       |
|    | Italia (bandiera) | P     | Emanuele Quadrello   |
|    | Italia (bandiera) | D     | Alcide Baccari       |
|    | Italia (bandiera) | D     | Ivo Brancaleoni      |
|    | Italia (bandiera) | D     | Carlo Mupo           |
|    | Italia (bandiera) | D     | Giovanni Romano      |
|    | Italia (bandiera) | C     | Angelo Carrano       |
|    | Italia (bandiera) | C     | Antonio Giammarinaro |
|    | Italia (bandiera) | C     | Lando Macchi         |
|    | Italia (bandiera) | C     | Franco Magnaghi      |
|    | Italia (bandiera) | C     | Mario Mazzoni        |

| N. |                      | Ruolo | Calciatore          |
| -- | -------------------- | ----- | ------------------- |
|    | Italia (bandiera)    | C     | Luigi Sardei        |
|    | Italia (bandiera)    | C     | Bruno Visentin      |
|    | Italia (bandiera)    | A     | Rodolfo Bonacchi    |
|    | Italia (bandiera)    | A     | Giuseppe Calzolari  |
|    | Italia (bandiera)    | A     | Biagio Catalano     |
|    | Italia (bandiera)    | A     | Bruno Cicogna       |
|    | Argentina (bandiera) | A     | Raúl Conti          |
|    | Italia (bandiera)    | A     | Luigi De Robertis   |
|    | Italia (bandiera)    | A     | Ulderico Sacchella  |
|    | Italia (bandiera)    | A     | Saverio Sciacovelli |
|    | Italia (bandiera)    | A     | Nicola Taiano       |
|    | Italia (bandiera)    | A     | Giuseppe Virgili    |

## Risultati

### Serie B

#### Girone d'andata
| Arbitro: | Cataldo (Reggio Calabria) |

|               |           |             |
| Meregalli 43’ | Marcatori | 6’ Bonacchi |

| Arbitro: | D'Agostini (Roma) |

|              |           |            |
| Bonacchi 71’ | Marcatori | 83’ Crespi |

| Arbitro: | Francescon (Padova) |

|  |           |             |
|  | Marcatori | 84’ Bolzoni |

| Arbitro: | Ferrari (Milano) |

|           |           |  |
| Ardit 52’ | Marcatori |  |

| Bari 1º ottobre 1961, ore 15:30 CET 5ª giornata | Bari              | 0 – 0 referto | Verona | Stadio della Vittoria (14.000 spett.)\| Arbitro: \| Varazzani (Parma) \| |
| Arbitro:                                        | Varazzani (Parma) |               |        |                                                                          |

| San Benedetto del Tronto 8 ottobre 1961, ore 15:00 CET 6ª giornata | Sambenedettese   | 0 – 0 referto | Bari | Stadio Fratelli Ballarin (5.000 spett.)\| Arbitro: \| Babini (Ravenna) \| |
| Arbitro:                                                           | Babini (Ravenna) |               |      |                                                                           |

| Arbitro: | Samani (Trieste) |

|                              |           |  |
| Catalano 7’, 22’ Virgili 28’ | Marcatori |  |

| Napoli 29 ottobre 1961, ore 14:30 CET 8ª giornata | Napoli           | 0 – 0 referto | Bari | Stadio San Paolo (50.000 spett.)\| Arbitro: \| Politano (Cuneo) \| |
| Arbitro:                                          | Politano (Cuneo) |               |      |                                                                    |

| Arbitro: | Angonese (Venezia) |

|                |           |              |
| Cappellaro 80’ | Marcatori | 61’ Catalano |

| Arbitro: | Cataldo (Reggio Calabria) |

|  |           |              |
|  | Marcatori | 77’ De Paoli |

| Arbitro: | Campanati (Milano) |

|                                                              |           |  |
| Longoni 27’ (rig.), 48’ (rig.) Morrone 31’ Bizzarri 50’, 86’ | Marcatori |  |

| Arbitro: | Gambarotta (Genova) |

|                                                |           |  |
| Cicogna 1’ Conti 18’ Bonacchi 33’ Catalano 64’ | Marcatori |  |

| Arbitro: | Leita (Udine) |

|                                                |           |                   |
| Catalano 40’ (aut.) N. Ciccolo 41’, 57’ (rig.) | Marcatori | 14’, 74’ Bonacchi |

| Arbitro: | Politano (Cuneo) |

|                                          |           |             |
| Catalano 32’ Romano 88’ Giammarinaro 89’ | Marcatori | 50’ Savoldi |

| Monza 31 dicembre 1961 16ª giornata | Simmenthal-Monza | 0 – 0 | Bari | Stadio Città di Monza\| Arbitro: \| Trezza (Verona) \| |
| Arbitro:                            | Trezza (Verona)  |       |      |                                                        |

| Arbitro: | D'Agostini (Roma) |

|            |           |  |
| Macchi 72’ | Marcatori |  |

| Arbitro: | Babini (Ravenna) |

|                                                       |           |                      |
| Mazzoni 29’ (rig.) Conti 67’ Cicogna 73’ Catalano 77’ | Marcatori | 83’, 87’ Guglielmoni |

| Arbitro: | Righi (Milano) |

|                                              |           |                  |
| Baccari 21’ (aut.) Mentani 52’ Montenovo 72’ | Marcatori | 10’ (aut.) Soldo |

| Arbitro: | Samani (Trieste) |

|                              |           |  |
| Cicogna 20’ Giammarinaro 23’ | Marcatori |  |

#### Girone di ritorno
| Arbitro: | Cataldo (Reggio Calabria) |

|             |           |                        |
| Mazzoni 75’ | Marcatori | 36’, 81’ (rig.) Vicino |

| Arbitro: | Babini (Ravenna) |

|             |           |  |
| Rovatti 57’ | Marcatori |  |

| Genova 11 febbraio 1962 22ª giornata | Genoa           | 0 – 0 | Bari | Stadio Luigi Ferraris\| Arbitro: \| Genel (Trieste) \| |
| Arbitro:                             | Genel (Trieste) |       |      |                                                        |

| Arbitro: | Angonese (Venezia) |

|                          |           |  |
| Bonacchi 31’ Cicogna 61’ | Marcatori |  |

| Arbitro: | Righi (Milano) |

|                                       |           |             |
| Postiglione 5’ Brancaleoni 25’ (aut.) | Marcatori | 71’ Cicogna |

| Bari 4 marzo 1962 25ª giornata | Bari              | 0 – 0 | Sambenedettese | Stadio della Vittoria\| Arbitro: \| Varazzani (Parma) \| |
| Arbitro:                       | Varazzani (Parma) |       |                |                                                          |

| Arbitro: | Cirone (Palermo) |

|             |           |                               |
| Gratton 59’ | Marcatori | 38’ Bonacchi 52’ Giammarinaro |

| Arbitro: | Francescon (Padova) |

|             |           |  |
| Cicogna 45’ | Marcatori |  |

| Arbitro: | Samani (Trieste) |

|                      |           |                           |
| Catalano 3’, 4’, 84’ | Marcatori | 55’ Cappellaro 89’ Vitali |

| Arbitro: | Monti (Ancona) |

|           |           |  |
| Baffi 57’ | Marcatori |  |

| Bari 8 aprile 1962 30ª giornata | Bari             | 0 – 0 | Lazio | Stadio della Vittoria\| Arbitro: \| Jonni (Macerata) \| |
| Arbitro:                        | Jonni (Macerata) |       |       |                                                         |

| Arbitro: | D'Agostini (Roma) |

|                  |           |                          |
| Rizza 15’ (rig.) | Marcatori | 61’ Catalano 71’ Virgili |

| Arbitro: | Righetti (Torino) |

|                                |           |  |
| Cicogna 31’ Stucchi 87’ (aut.) | Marcatori |  |

| Arbitro: | Politano (Cuneo) |

|  |           |                              |
|  | Marcatori | 3’, 89’ Cicogna 48’ Visentin |

| Reggio nell'Emilia 6 maggio 1962 34ª giornata | Reggiana         | 0 – 0 | Bari | Stadio Mirabello\| Arbitro: \| Jonni (Macerata) \| |
| Arbitro:                                      | Jonni (Macerata) |       |      |                                                    |

| Arbitro: | Angonese (Venezia) |

|                                          |           |                |
| Carrano 4’ Catalano 11’ Cicogna 56’, 74’ | Marcatori | 47’ Traspedini |

| Arbitro: | Sbardella (Roma) |

|                                   |           |  |
| Susan 40’ Micelli 43’ Rambone 80’ | Marcatori |  |

| Arbitro: | Roversi (Bologna) |

|                               |           |                 |
| Cicogna 50’ Catalano 75’, 83’ | Marcatori | 86’ (rig.) Zeno |

| Arbitro: | Politano (Cuneo) |

|                                |           |            |
| Vetrano 30’, 82’ Marmiroli 43’ | Marcatori | 1’ Virgili |

### Coppa Italia

#### Primo turno eliminatorio
| Arbitro: | Politano (Cuneo) |

|  |           |                                        |
|  | Marcatori | 9’ Bonacchi 19’ Calzolari 55’ Catalano |

#### Secondo turno eliminatorio
| Arbitro: | Rigato (Venezia) |

|                                  |           |                  |
| Gotti 36’ Panza 60’ Clerici 107’ | Marcatori | 40’, 63’ Virgili |

## Statistiche

### Statistiche di squadra
| Competizione | Punti   | In casa | In casa | In casa | In casa | In casa | In casa | In trasferta | In trasferta | In trasferta | In trasferta | In trasferta | In trasferta | Totale | Totale | Totale | Totale | Totale | Totale | DR  |
| Competizione | Punti   | G       | V       | N       | P       | Gf      | Gs      | G            | V            | N            | P            | Gf           | Gs           | G      | V      | N      | P      | Gf     | Gs     | DR  |
| ------------ | ------- | ------- | ------- | ------- | ------- | ------- | ------- | ------------ | ------------ | ------------ | ------------ | ------------ | ------------ | ------ | ------ | ------ | ------ | ------ | ------ | --- |
| Serie B      | 35 (-6) | 19      | 12      | 4       | 3       | 34      | 12      | 19           | 3            | 7            | 9            | 14           | 26           | 38     | 15     | 11     | 12     | 48     | 38     | +10 |
| Coppa Italia |         | -       | -       | -       | -       | -       | -       | 2            | 1            | 0            | 1            | 5            | 3            | 2      | 1      | 0      | 1      | 5      | 3      | +2  |
| Totale       | -       | 19      | 12      | 4       | 3       | 34      | 12      | 21           | 4            | 7            | 10           | 19           | 29           | 40     | 16     | 11     | 13     | 53     | 41     | +12 |

### Statistiche dei giocatori
| Giocatore       | Serie B  | Serie B | Coppa Italia | Coppa Italia | Totale   | Totale |
| Giocatore       | Presenze | Reti    | Presenze     | Reti         | Presenze | Reti   |
| --------------- | -------- | ------- | ------------ | ------------ | -------- | ------ |
| A. Baccari      | 35       | 0       | 2            | 0            | 37       | 0      |
| C. Bandoni      | 13       | -19     | -            | -            | 13       | -19    |
| R. Bonacchi     | 19       | 7       | 1            | 1            | 20       | 8      |
| I. Brancaleoni  | 12       | 0       | -            | -            | 12       | 0      |
| G. Calzolari    | 5        | 0       | 2            | 1            | 7        | 1      |
| A. Carrano      | 17       | 1       | 2            | 0            | 19       | 1      |
| B. Catalano     | 35       | 13      | 2            | 1            | 37       | 14     |
| B. Cicogna      | 31       | 12      | 2            | 0            | 33       | 12     |
| R. Conti        | 13       | 2       | -            | -            | 13       | 2      |
| L. De Robertis  | 1        | 0       | 1            | 0            | 2        | 0      |
| I. Ghizzardi    | 21       | -17     | 2            | -3           | 23       | -20    |
| A. Giammarinaro | 27       | 3       | 1            | 0            | 28       | 3      |
| L. Macchi       | 23       | 1       | 2            | 0            | 25       | 1      |
| F. Magnaghi     | 37       | 0       | 2            | 0            | 39       | 0      |
| E. Magnanini    | 2        | -2      | 1            | -0           | 3        | -2     |
| M. Mazzoni      | 33       | 2       | 1            | 0            | 34       | 2      |
| C. Mupo         | 13       | 0       | 1            | 0            | 14       | 0      |
| E. Quadrello    | 2        | 0       | -            | -            | 2        | 0      |
| G. Romano       | 20       | 1       | 1            | 0            | 21       | 1      |
| U. Sacchella    | 16       | 0       | -            | -            | 16       | 0      |
| L. Sardei       | 9        | 0       | -            | -            | 9        | 0      |
| S. Sciacovelli  | 1        | 0       | -            | -            | 1        | 0      |
| N. Taiano       | 3        | 0       | -            | -            | 3        | 0      |
| G. Virgili      | 14       | 3       | 1            | 2            | 15       | 5      |
| B. Visentin     | 16       | 1       | 1            | 0            | 17       | 1      |